# Maruina garota
Maruina garota és una espècie d'insecte dípter pertanyent a la família dels psicòdids que es troba a Amèrica: el Brasil.